# Mona llanosa
Les mones llanoses (Lagothrix) són un gènere de simis arborícoles grossos de la família dels atèlids. Les mones llanoses viuen únicament a les selves de la conca de l'Amazones. Viuen a Sud-amèrica, de les faldes orientals dels Andes, a Colòmbia, fins al Rio Negro, el riu Tapajós i el Mato Grosso del centre del Brasil, l'est de l'Equador i el Perú. Al sud, s'estén fins al nord de Bolívia.